# Filialkirche St. Leonhard (Liebenfels)

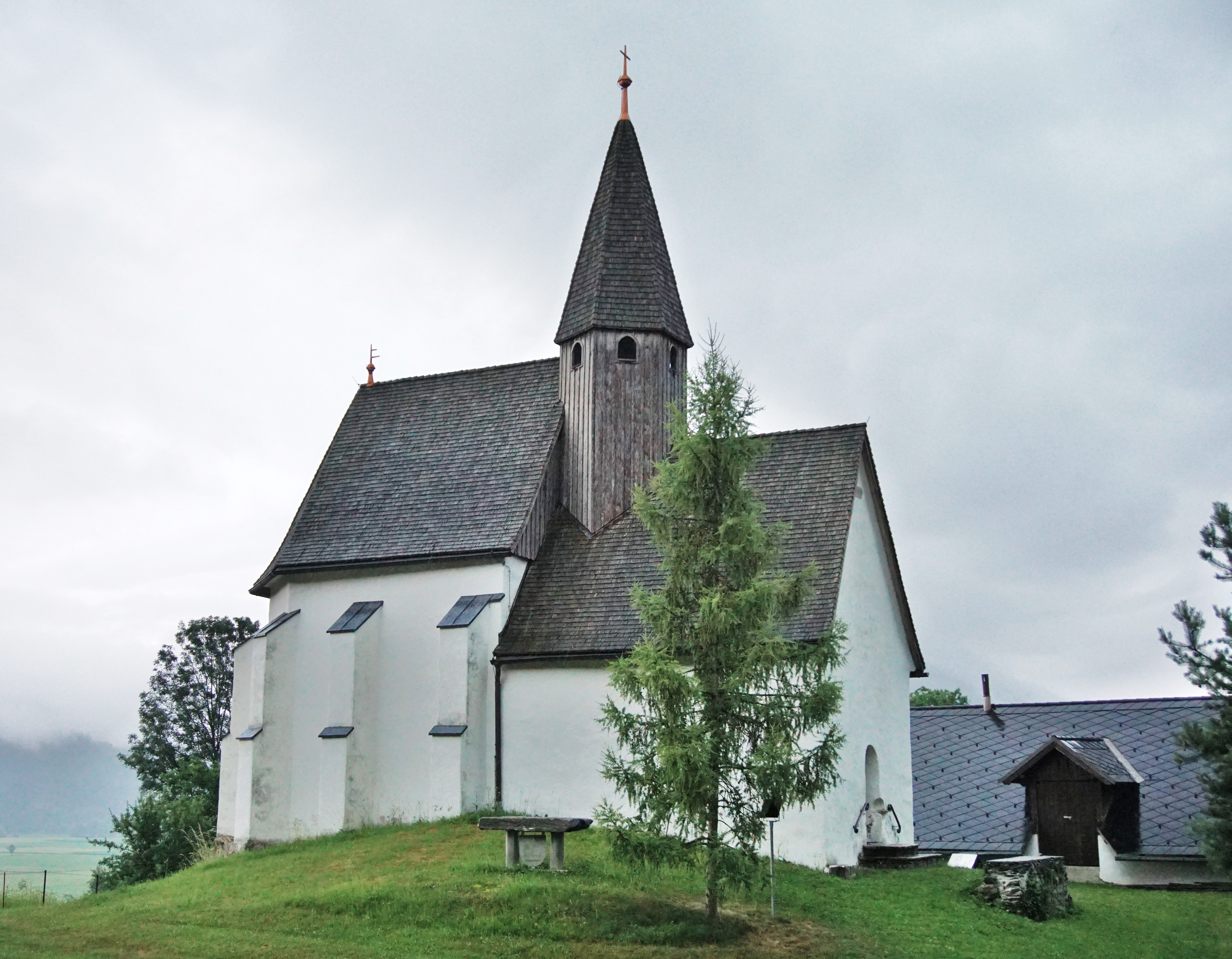

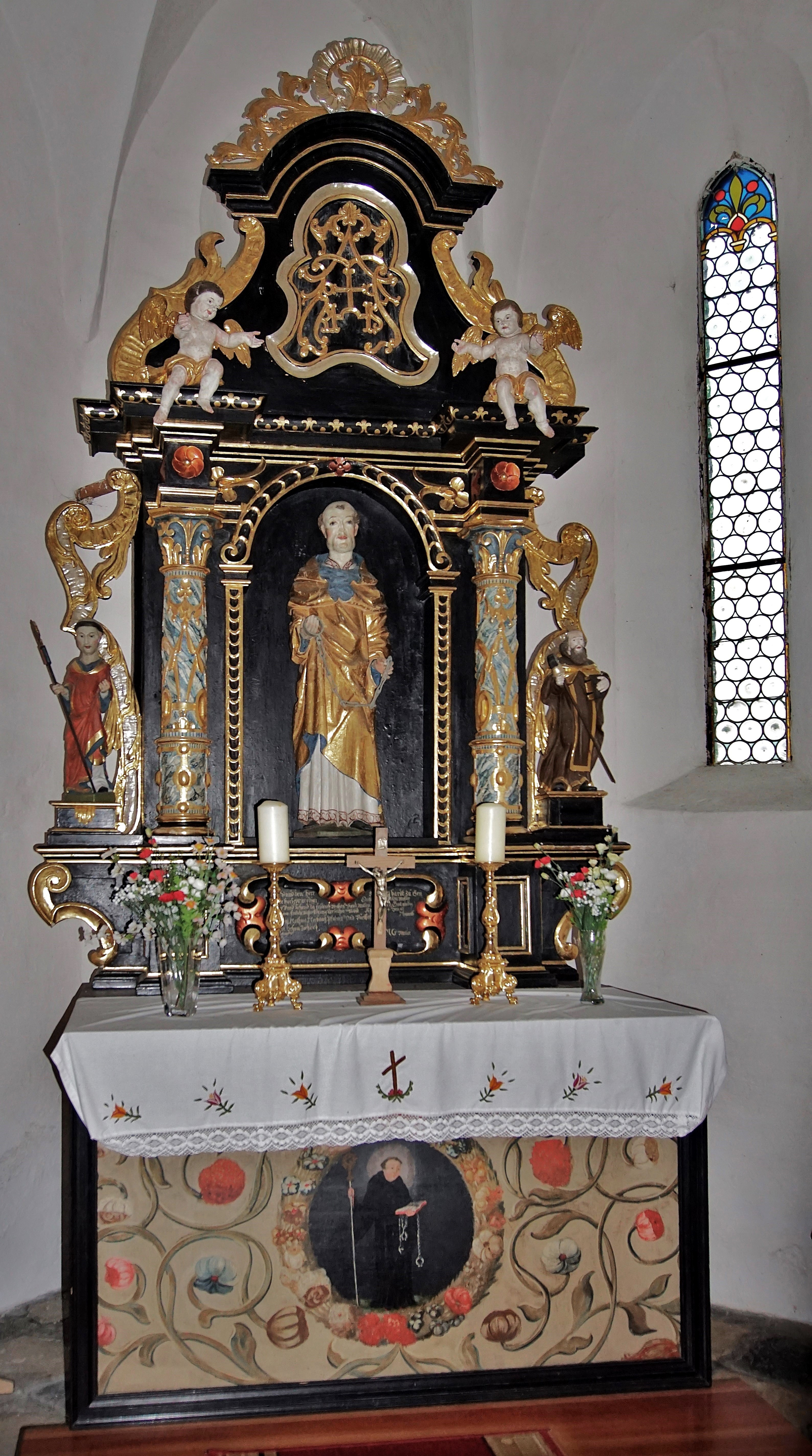
Der Altar, daneben gotisches Fenster

Die röm.-kath. Filialkirche St. Leonhard der Pfarre Glantschach des Dekanats St. Veit an der Glan steht etwas erhöht inmitten eines Hofes in dem Dorf St. Leonhard in der Gemeinde Liebenfels. Sie wurde 1253 erstmals urkundlich erwähnt. 2007 erfolgte eine umfassende Restaurierung.

## Bauwerk
Die kleine Kirche ist ein ursprünglich romanischer Bau, der in der Gotik erweitert wurde. Der gotische Chor ist gleich breit, aber höher als das romanische Langhaus. Er wird von zweistufigen Strebepfeilern gestützt. Über dem östlichen Teil des Langhauses, angelehnt an den Chor, sitzt ein Dachreiter mit einem spitzen Pyramidendach. Langhaus, Chor und Turm sind mit Schindeln gedeckt. Ein Rundbogentor mit einer eisenbeschlagenen Holztüre führt in den Kirchenraum.
Ein spitzbogiger Triumphbogen verbindet das flachgedeckte Langhaus und den Chor. Der Chor hat ein Kreuzgratgewölbe und einen Fünfachtelschluss. Der Kirchenraum wird durch schmale, gotische Spitzbogenfenster im Chor und ein hoch liegendes, romanisches Fenster im Langhaus belichtet. 

## Einrichtung
Am Knorpelwerkaltar von 1654 steht die Figur des heiligen Leonhard, seitlich ein um 1440 gefertigter, spätgotischer heiliger Leonhard und ein barocker, heiliger Antonius Eremita aus dem 18. Jahrhundert. Im Aufsatz ist ein vergoldetes, verschlungenes Marien- und Jesusmonogramm zu sehen. Das Antependium zeigt ein blütengerahmtes Tondo des hl. Leonhard umgeben von Blumenranken.